# Pelgrimsroute naar Santiago de Compostella (routebeschrijvingen)

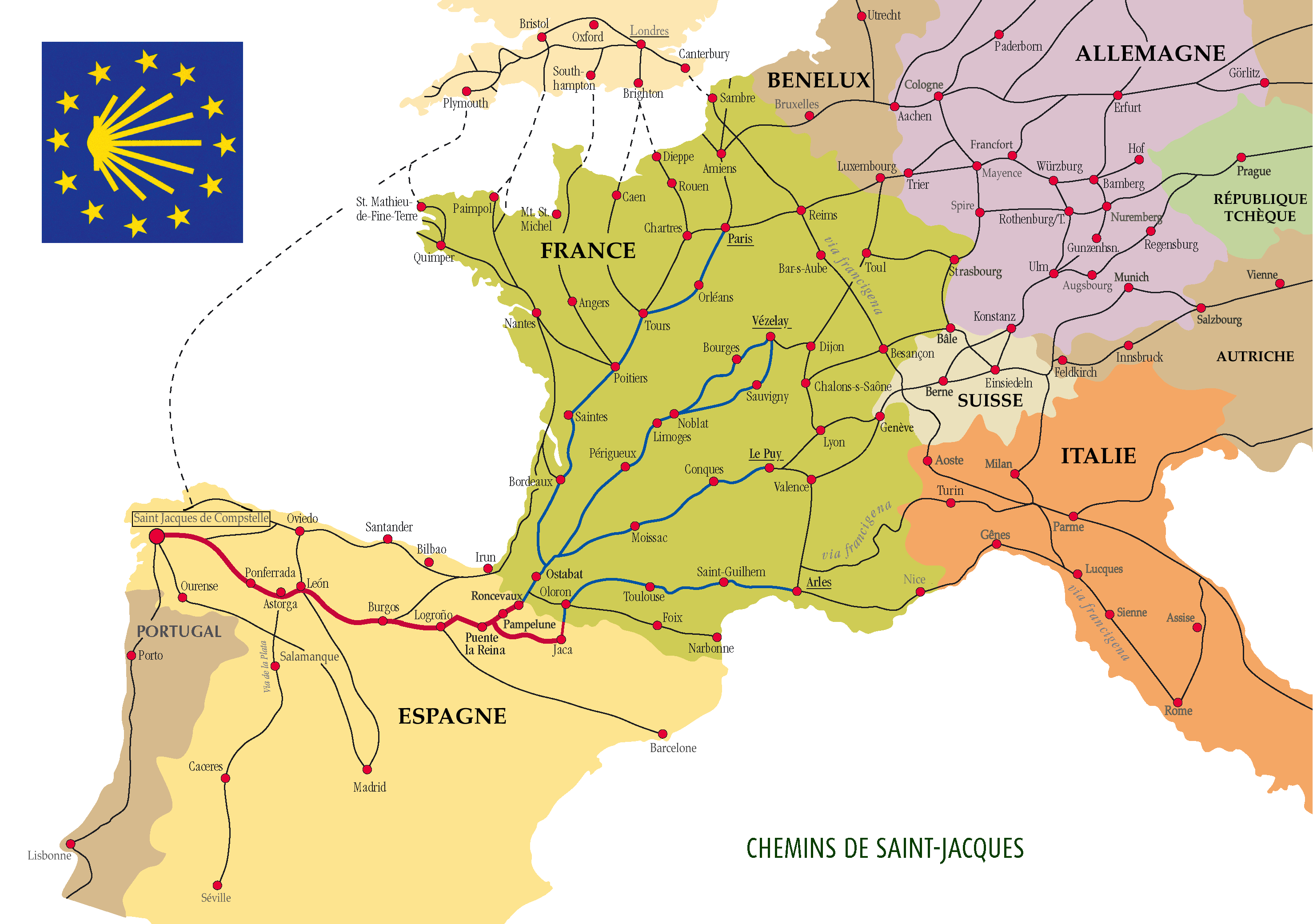
De Pelgrimsroute naar Santiago de Compostella door Europa

De route in Frankrijk

De pelgrimsroute naar Santiago de Compostella loopt vanuit alle hoeken van Europa en zelfs Noord-Afrika naar Santiago de Compostella en Finisterre.
De lokale autoriteiten proberen in het belang van het toerisme de historische routes in ere te herstellen, zelfs routes die maar een korte periode zijn gebruikt. Hieronder volgt een overzicht van de belangrijkste routes van de hedendaagse bedevaart naar Compostella.

## In Spanje en Portugal
De volgende routes naar Santiago lopen op het Iberisch schiereiland.

### Franse route
De Franse route, in het Spaans Camino Francés genoemd, is de meest populaire route. De route loopt van Saint-Jean-Pied-de-Port aan de Franse kant van de Pyreneeën naar Roncesvalles aan de Spaanse kant, en vervolgens verder naar Santiago de Compostella door de steden Pamplona, Logroño, Burgos en León.

### Aragonese route
De Aragonese route, in het Spaans Camino Aragonés genoemd, start bij de Col du Somport in de Pyreneeën en loopt vervolgens door het oude koninkrijk van Aragon. Het volgt de Aragón-rivier en loopt door steden als Jaca. Het loopt dan verder in de provincie Navarre naar Puente la Reina waar het verder opgaat in de Franse route, de Camino Francés.

### Noordelijke route

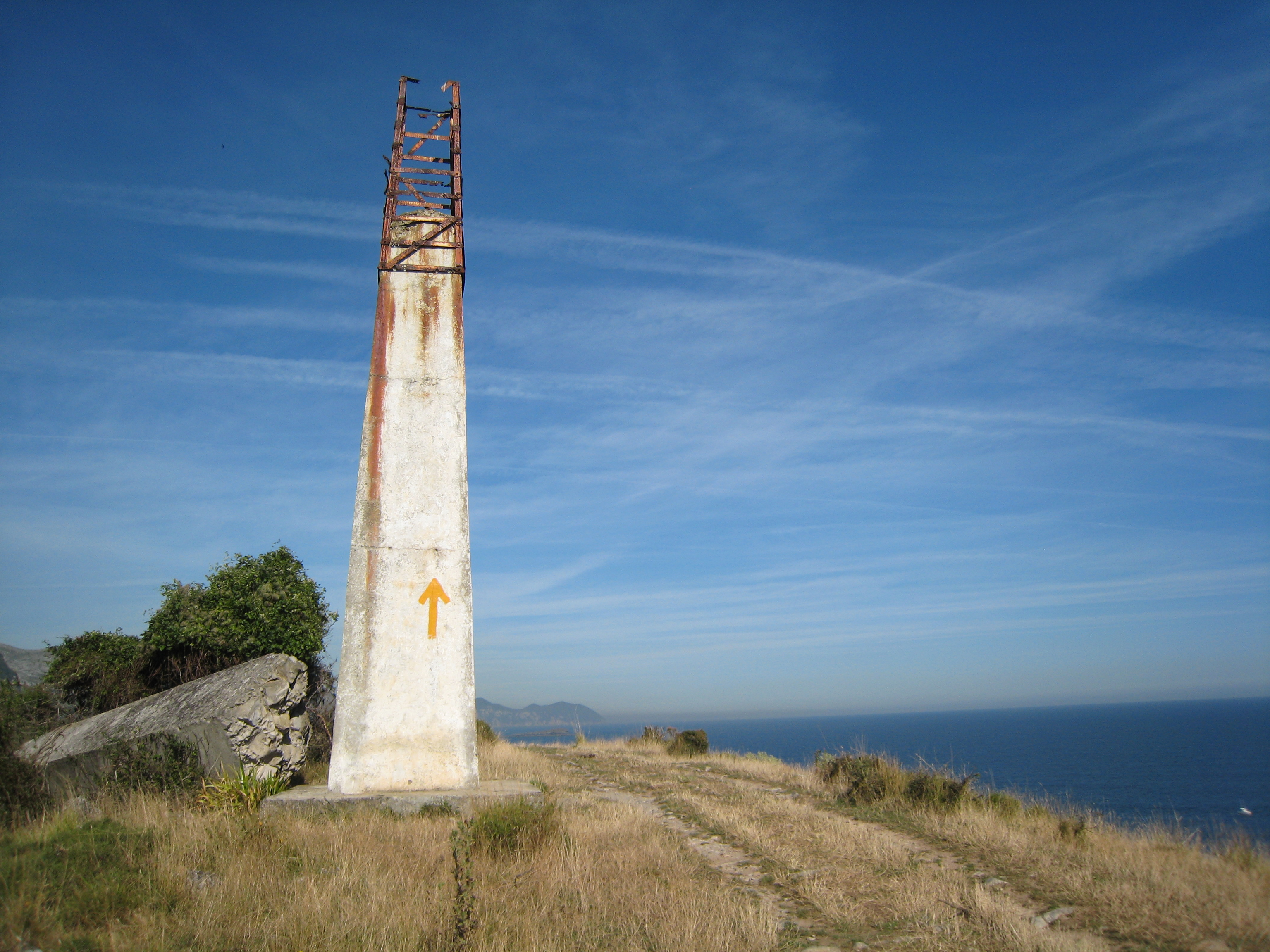
Een wegwijzer aan de kust van Cantabrië

De noordelijke route, in het Spaans Camino del Norte genoemd loopt vanuit Irún aan de Franse grens en volgt de noordelijke kust van Spanje naar het westen, tot in het westen van Asturië, vanwaar het landinwaarts gaat richting Santiago en samen komt met de Camino Francés bij Arzúa. Deze route volgt gedeeltelijk de oude Romeinse weg de Via Agrippa en is onderdeel van de kustweg, de Ruta de la Costa.
De route loopt door San Sebastian, Guernica, Bilbao, en Oviedo. Het is minder druk, minder bekend en in het algemeen genomen een moeilijkere wandelroute. Overnachtingsplaatsen zijn er om de 20 à 35 kilometers, in plaats van de herbergen en kloosters om de 4 tot 10 kilometer op de Camino Frances, de Franse route.

### Tunnelroute
De tunnelroute wordt ook wel de Baskische route genoemd of de San Adrian route. In de vroege middeleeuwen, toen de noordelijke kust leed onder de Noormannen en de Moslimaanwezigheid meer naar het zuiden en overvallen en berovingen de pelgrims en handelsroutes bedreigden in de grensgebieden, was de tunnelroute een veilige weg ten noorden van het grensgebied, dus ten noorden van Gipuzkoa en Álava. Dit is mogelijk het oudste en belangrijkste stukje weg van de pelgrimsroute naar Compostella. Het had z'n hoogtepunt in de 13e eeuw. Vanuit het startpunt in Irun, gaat de weg naar het zuidwesten, door het dal van de Oria (Villabona, Ordizia, Zegama) om het hoogste punt te bereiken bij de San Adrian tunnel, waar de route ook naar vernoemd is. De route loopt verder over de hoogvlakte van Álava (Zalduondo, Salvatierra /Agurain, Vitoria-Gasteiz en Miranda de Ebro). In tegenstelling tot eerder nemen de pelgrims een omweg via het zuidelijk langs Haro en verder naar Santo Domingo de la Calzada, dit vanwege de betere voorzieningen.

### Engelse route
De Engelse route, in het Spaans Camino Inglés genoemd, wordt traditioneel gebruikt door pelgrims die via de zee naar Spanje gekomen zijn en geland zijn in Ferrol of A Coruña. Deze bedevaartgangers gaan vandaar verder over land richting Santiago. Het wordt de Engelse route genoemd omdat de meeste pelgrims Engelsen zijn, alhoewel er ook mensen uit andere delen van Noord-Europa langs lopen.

### Portugese Route
De Portugese route, in het Spaans Camino Portugués genoemd, begint in Lissabon, maar ook andere startplaatsen zijn uiteraard mogelijk. Het is de tweede meest belangrijke route, na de Franse route.
De volgende steden worden vanaf Lissabon aangedaan: Alhandra (Vila Franca de Xira), Azambuja, Santarém, Golegã, Tomar, Alvaiázere (freguesia), Rabaçal (Mêda), Cernache, Mealhada (freguesia), Águeda (freguesia), Albergaria-a-Velha, Oliveira de Azeméis, Grijó, Porto in Noordwest-Portugal. Porto is ook een bekend opstappunt, zeker omdat hier met een vliegtuig mensen aankomen. Vanaf Porto is het nog 227 km.
Een traditioneel startpunt is de kathedraal in Porto. Met gele pijlen op het asfalt of op huizen wordt vanaf hier de weg aangegeven. De route gaat verder via Vilarinho (Santo Tirso), Barcelos, Ponte de Lima waar de rivier de Lima overgestoken kan worden, Rubiães naar Valença Do Minho hier kan via de Europabrug de rivier de Minho overgestoken worden. Vanaf hier is het nog 108 km naar Santiago. De Minho is de grensrivier. Ten noorden ligt Tui, in Spanje, Ook een populaire startplaats. Na Tui komt men door eucalyptusbossen. Verder ten noorden gaat de route via Redondela, Pontevedra, Caldas de Reis en Padron naar Santiago.

### Camino MozárabeenVia de La Plata
Ook bekend als de zilverroute , of de weg. De Via de La Plata (ooit een Romeinse weg die Itálica en Asturica Augusta verbond) begint in Sevilla van waaruit het naar het noorden gaat naar Zamora via Cáceres en Salamanca. Het wordt veel minder gebruikt dan de Franse route en zelfs minder dan de noordelijke route. Na Zamora is er een keuze. De eerste route loopt westwaarts en loopt via Ourense naar Santiago. De andere route loopt naar het noorden naar Astorga van waaruit de pelgrims naar het westen kunnen via de Franse route, de Camino Francés naar Santiago.
De Camino Mozárabe-route loopt van Granada door Córdoba en komt later samen met de Via de La Plata in Mérida.

## In Frankrijk

Pelgrimsroutes in Frankrijk

Van deze pelgrimsroute wordt gezegd dat deze haar oorsprong heeft in Frankrijk, waar het Le Chemin de St. Jacques de Compostelle genoemd wordt. Om deze reden noemen de Spanjaarden deze route ook de Franse route, omdat de meeste pelgrims die zij zagen Fransen waren. De Codex Calixtinus wordt als de bron van de pelgrimstocht gezien en dit is duidelijk een Frans document. Alhoewel in de Codex iedereen opgeroepen wordt om op bedevaart te gaan, zijn er vier belangrijke startpunten namelijk de kathedraalsteden Tours, Vézelay, Le Puy-en-Velay en Arles. Deze routes zijn allemaal onderdeel van het Grande Randonnée netwerk.

### Parijs en Tours-route
De Parijs en Tours-route, in het Latijn Via Turonensis genoemd, was de meest voor de hand liggende route voor de inwoners van de Lage Landen en voor de inwoners van Noord- en West-Frankrijk. Terwijl de andere route te druk worden wint deze route aan populariteit, mede door de religieuze en toeristische aspecten hiervan.
Het officiële startpunt is Parijs-Orléans-Tours or Parijs-Chartres-Tours. Van Tours, gaat de route via Poitiers en Bordeaux, en de bossen van Les Landes om ten slotte aan te sluiten op de Camino Francés GR 65 in de buurt van Ostabat, kort voor Saint-Jean-Pied-de-Port of de Camino de la Costa in Irun.

### Vézelay-route
De Vézelay-route loopt door Limoges (vandaar Latijn: Via Lemovicensis) en komt uit op de GR 65 bij Ostabat. De route splitst zich in Châtelus le Marcheix af in de richting naar Bourganeuf, Peyrat le Château om verder te gaan naar Rocamadour. Deze route sluit vervolgens aan op de route Via Podiensis die naar Ostabat gaat.

### Le Puy-route
De Le Puy-route (Latijn: Via Podiensis, Frans: route du Puy) wordt gebruikt door pelgrims die starten in of komen door Le Puy-en-Velay. Het loopt door steden als Espalion en Cahors voordat het aankomt in Saint-Jean-Pied-de-Port. de route onderdeel van de GR 65.
Vanuit Le Puy loopt ook de GR 70. Dit is geen St.Jacobsroute, maar de historische route die Robert Louis Stevenson in 1878 in 12 dagen aflegde met zijn ezel Modestine, zoals beschreven in zijn boek Travels with a Donkey in the Cévennes.

### Arles-route
De route vanuit Italië, de zogenaamde Via Tolosana, loopt over in de Arles-route (Frans: La voie d'Arles of de Chemin d'Arles) in Zuid-Frankrijk, vernoemd naar de belangrijkste Kathedraal stad. De route loopt door Montpellier, Toulouse (Latijn: Tolosa) en Oloron-Sainte-Marie voordat het de Spaanse grens bereikt bij de Col du Somport in de hoge Pyreneeën. Daar sluit het aan op de Aragonese route. Daardoor is het de enige Franse route die niet op de Camino Francés aansluit bij Saint-Jean-Pied-de-Port.

## In België en Nederland

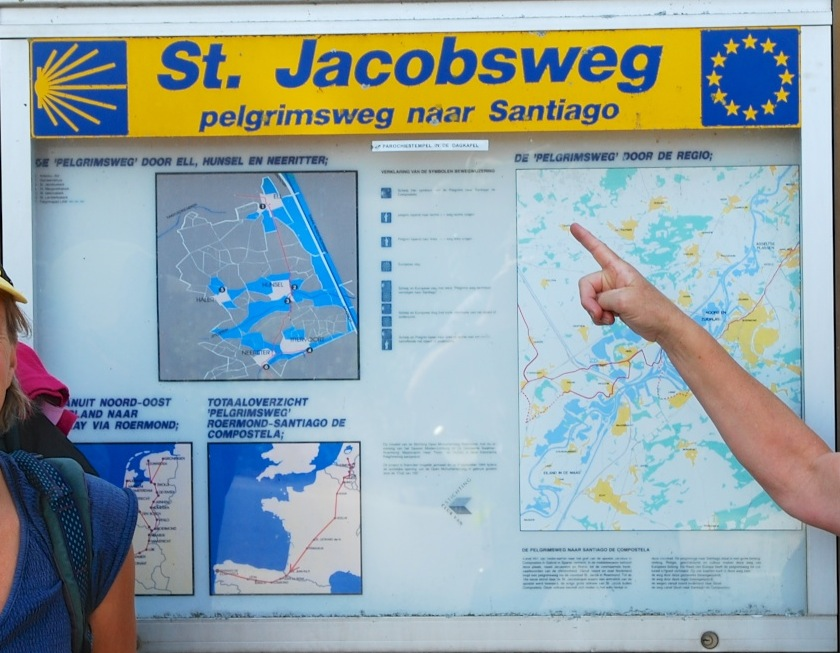
St. Jacobsweg in Thorn in Nederlands Limburg

Volgens de overlevering startte de pelgrimsroute naar Santiago de Compostella in Nederland nadat Bonifatius het christendom naar Friesland gebracht had en nadat de verering van zijn relikwieën in de buurt van Dokkum populair was geworden, vanaf ongeveer het jaar 800. De route werd pas echt populair in de 15e eeuw, ruim na de legende Santiago Matamoros. Door het Nederlands Genootschap van Sint Jacob worden verschillende Nederlandse kathedraalsteden als het officiële startpunt beschouwd. Haarlem, een eeuwenoud startpunt, is sinds 1983 het hedendaagse startpunt van een fietsroute naar Santiago de Compostella geworden. Dit nadat een internationale groep wetenschappers de oude route had onderzocht en nadat een van hen een stel kaarten had ontwikkeld. Het Haarlemse startpunt is gevestigd in een eeuwenoud klooster waar pelgrims vroeger onderweg onderdak kregen. Tegenwoordig heet het gebouw aan de Hagestraat 10 het Rosenstock-Huessy Huis. Het gebouw heeft een eigen Jacobskapel en diverse muurornamenten gerelateerd aan St. Jacob.  Het startpunt wordt beheerd door de stichting Haarlem-Santiago. Fietsers maar ook wandelaars uit het hele land beginnen hier aan hun tocht. Er zijn meer fietsroutes vanuit andere Nederlandse steden bekend geworden. De bekendste is vanuit Maastricht. De Nederlanders en Vlamingen noemen de route de Jacobsroute. In Wallonië wordt die Le Chemin de St. Jacques de Compostelle genoemd.
Een ander Nederlands langeafstandspad, het Pelgrimspad, loopt van Amsterdam naar Wezet in België. Dit was waarschijnlijk een route voor pelgrims die vanuit Amsterdam naar Compostella gingen. Andere oude routes lopen via Gent en Amiens om zo op een van de 4 Franse hoofdroutes aan te sluiten.
Het is niet zo dat de middeleeuwse pelgrims maar één doel hadden. De meeste pelgrims door de eeuwen heen stopten ook bij andere beroemde relieken en de meest populaire in Frankrijk en Spanje staan in de Codex. Veel hadden zowel een schelp en een palmtak in bezit, waarmee ze aangaven dat ze op weg waren of geweest waren in Rome en Santiago de Compostella.

## In Zwitserland

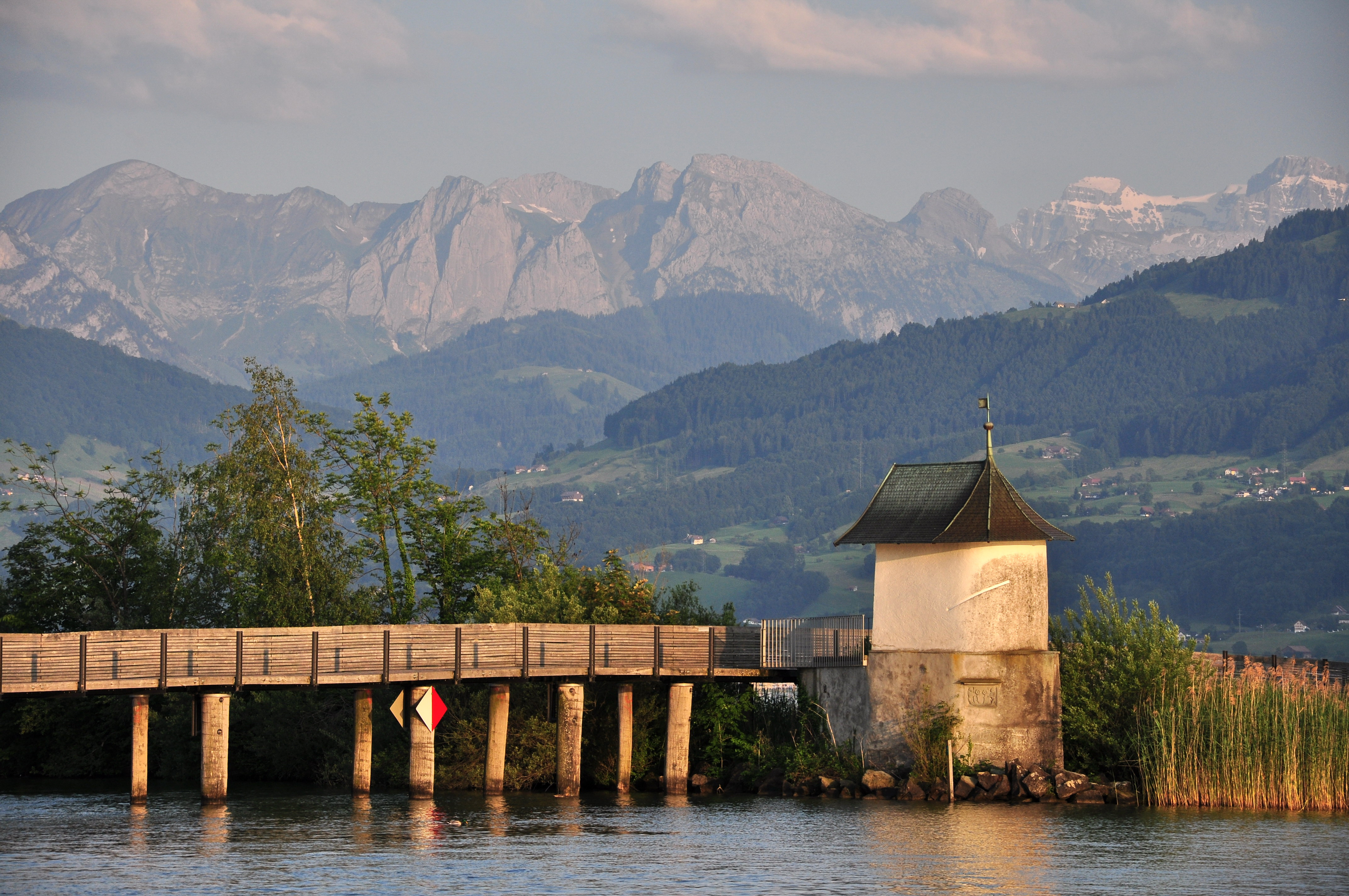
Pelgrimsbrug naar Einsiedeln Abbey tussen Rapperswil en Hurden, Heilig Hüsli en Seedamm rechts (december 2009)

De pelgrimsroute naar Compostella wordt in Zwitserland de Jakobsweg genoemd ook wel de ViaJacobi. Veel routes vanuit Scandinavië, Duitsland, Oostenrijk, Oost-Europa en zelfs Italië / Zuid-Tirol lopen via Zwitserland en vandaar naar Frankrijk. Sinds de vroege middeleeuwen (9e en 10e eeuw), komen pelgrims van Noord- en Oost-Europa Zwitserland binnen bij het Bodenmeer en reisden door het land naar Genève bij de Franse grens. Wandelend door het land, kwamen de pelgrims langs drie traditionele bedevaartsoorden, namelijk Abdij van Einsiedeln, Flüeli Ranft en de grotten van Saint Beatus. Ze reisden door historische steden en plaatsjes zoals Sankt Gallen (met abdij Abdij van Sankt Gallen), Luzern, Schwyz, Interlaken, Thun, Fribourg en Lausanne. Tegenwoordig zijn de historische paden hersteld en is de ViaJacobi een integraal onderdeel van de pelgrimsroute naar Santiago de Compostella.

## Eesti Jaakobitee in Estland
- Van Tallin naar Valga is de Eesti Jaakobitee (256 km, 10 dagen).

## Latvijas Sv. Jēkaba ceļš in Letland
- Van Valka, Riga naar Žagarė (280 km + 133 km, 12 + 6 dagen) is de Sint Jacobsweg in Letland.
- Van Valka naar Riga, naar Skaistkalne (280 km + 149 km, 12 + 6 dagen). Riga - Skaistkalne is de Sint Meinardsweg.

## Camino Lituano in Litouwen
- Van Žagarė naar Lazdijai en Sejny is de Camino Lituano (500 km, 20 dagen).

## In Polen
- Van Sandomierz naar Krakau is de kleine Poolse weg.
- Van Gniezno via Poznań, Leszno, Wschowa en Głogów is de grote Poolse weg.
- Van Głogów naar Zgorzelec en Görlitz is de lage Silezische weg.
- Van Litouwen naar Olsztyn, Toruń, Poznań en Słubice is de Camino Polaco.
- Van Gdańsk naar Szczecin is de Camino Polaco del Norte, de noord Poolse weg.
- Van Jelenia Góra naar Lubań is de Via Cervimontana.
- Van Krakau naar Tsjechië is Silezisch-Moravische route.

## Tot slot Santiago - Finesterre
Na Santiago loopt een aantal mensen nog door naar de kust, naar Finesterre, naar het einde van de aarde, zoals de Romeinen zeiden. Het gaat om 3 etappes;
- Van Santiago de Compostella naar Negreira 22 km via de Pontemaceira (een oude brug) en Santa Maria de Portora, langs de rivier de Sarela en de Tambre.
- Van Negreira naar Olveiroa, 33 km
- Van Olveiroa naar Finisterre, 35 km, het laatste eind loopt men langs de kust richting de kaap.